# Данчик
Данчык (настоящее Богдан Павлович Андрусишин; род. 3 января 1958, Нью-Йорк) — белорусский певец, журналист и общественный деятель.

## Биография
Данчик родился, учился и прожил большую часть жизни в Нью-Йорке.  
Его отец Павло — украинец, а мать Юлия — белоруска. С детства Данчик знал и белорусский, и украинский языки.  
Когда ему было 16 лет, попал на концерт белорусского ансамбля «Песняры», гастролировавших в США. А уже через год Данчик записал свой первый альбом.  
В 1981 году окончил университет (факультет массовых коммуникаций).  
В 1989 году посетил Беларусь, где выступил с концертами. Тогда Данчик выступал и в Вильнюсе.  
Во второй раз посетил с концертами Беларусь в 1996 году.  
В 1997 году заявил о прекращении музыкальной карьеры. Основным занятием Данчика стала журналистика.  
Сотрудник, заместитель директора белорусской службы Радио «Свобода». Живёт в Праге. Открытый гей.

## Дискография
- Белорусочка (1977)
- Мы одной тебе принадлежим (с Леонидом Борткевичем, 1985)
- Я от вас далеко (1985)
- «Мы одной тебе принадлежим» (1989)
- «Ровесники» (1991)
- «Мы ещё встретимся» (1992)
- Колядные песни (1997)[2]